# 't Kapoentje trilogie
't Kapoentje trilogie is de 5de trilogie-special van Nero, verschenen in 2007. In 1950 en 1951 publiceerde het weekblad 't Kapoentje drie Nero-verhalen in kleur die enkele jaren voordien in zwart-wit in de kranten werden voorgepubliceerd. Opmerkelijk omdat het nog tot 1968 zou duren voor het eerste Nero-album in kleur verschijnt.

## Inhoud
- In 't Kapoentje trilogie zijn drie verhalen gebundeld rond de drie zeldzame kleurenversies van Nero. De drie verschillende verhalen zijn:

1. De Erfenis van Nero
2. De Blauwe Toekan
3. Het Rattenkasteel